# 土地 (マジック:ザ・ギャザリング)
土地（とち）は、トレーディングカードゲームマジック:ザ・ギャザリングのカードの種類の1つである。主に、他の呪文を唱えるために必要なマナ（魔力）を発生させる役割を担っている。

## 土地の種類
土地は、「基本土地」と「基本でない土地」の2つに分類される。

### 基本土地
基本土地とは、「基本」とカードに明記されたカードである。狭義には「平地」「島」「沼」「山」「森」「荒地」の6種類のカードをさす。一般には「氷雪基本地形」のように他の属性が含まれているものも含む。
他のカードと違い、基本土地は1つのデッキに何枚入れてもよい（通常のカードは4枚まで）。
「荒地」以外の基本土地5つに対応した5種類の基本地形タイプがある。このタイプを持っている土地は、各基本地形が持つ「この土地をタップする：対応するマナを1点得る」という能力を持つ。土地タイプと色の対応は以下の通りである。
- 平地 - 白マナに対応
- 島 - 青マナに対応
- 沼 - 黒マナに対応
- 山 - 赤マナに対応
- 森 - 緑マナに対応

また、「荒地」は基本土地タイプを持たず、「この土地をタップする：無色マナを1点得る」という能力を持つ。
「荒地」以外の基本土地は、基本セットと単独で遊ぶことができる全てのエキスパンション（初心者向けセットも含む）に収録されている。特にアングルード・アンヒンジドの両セットと、ゼンディカーのブースターパック・ファットパックに封入された土地カードは、他のセットのカードに比べイラストが大きく一部のプレイヤーに人気がある。
「荒地」は、ゲートウォッチの誓いのみに収録され、基本土地の枠ではなくコモン枠で収録されている。

### 基本でない土地
基本でない土地とは基本土地でない土地である。以前には特殊地形とも呼ばれていた。基本土地タイプを持つ土地もある。
マナを発生する効果の他に、さまざまな能力を持つ土地もある。初期のカードにはマナを発生しない土地も存在したが、今後登場する土地にはすべてマナ能力を持たせることが決まっている。

#### 伝説の土地
伝説の土地は、レジェンドで初登場したタイプである。特に指定がなければ基本でない土地として扱う。他の「伝説の」カード同様、場には1枚しか存在できない。

#### その他の土地のグループ
デュアルランド
狭義には基本セットの第3版まで存在した「Badland」「Bayou」「Plateau」「Savannnah」「Scrubland」「Taiga」「Tropical Island」「Tundra」「Underground sea」「Volcanic Island」の10枚の総称である。これらは2種類の基本地形タイプを持つため、2色のマナをデメリットなしで出すことができる。エクステンデッドのフォーマットでは第3版のカードは使用できないが、同フォーマットの制定時にはこの10枚のみ例外として使用が認められた(現在はローテーションによって使用不可に)。2種類のマナを生み出す土地の中では最強であり、その後出た2色地形はこれらに何らかのデメリットを付けて下方修正したものとなっている。
広義にはその後に登場した「2種類のマナを出す事が出来る土地」を含む。
タップインデュアルランドインベイションで登場した。タップ状態（この状態では能力を使用することができない）で場に出る。基本地形タイプを持たない。基本セットに採録されている。またラヴニカへの帰還ではサブタイプ「門」を持つタップインデュアルランドが、アラーラの断片では3色のマナを出せるタップイントライランドが収録されている。
その後カルドハイム以降は「基本土地タイプを持つ」タップインデュアルランドも収録されている。
ショックランドラヴニカブロックで登場。基本地形タイプを持つ。基本的には場に出すときにタップ状態で出るが、2点のライフを支払うことによりアンタップ状態で場に出ることができる。2点のダメージを与える呪文「ショック」にちなんで名付けられている。ラヴニカへの帰還で再収録された。
呼び方は「ギルドランド」等と言われることもあるが、「本拠地ランド」や「バウンスランド」等と混同することもあり、ショックランドが一般的。
「ウルザの」地形
アンティキティで初登場した「ウルザの鉱山」「ウルザの塔」「ウルザの魔力炉」の3枚の総称。単独では1マナしか生まないが、3種類が揃うと大量のマナを発生する。基本セット5版などに再録されている。
ミシュラランド
アンティキティで初登場。戦場にある時に指定されたコストを支払うと、一時的に土地とクリーチャーの両方として扱われる。テンペスト・ウルザズ・レガシー・ジャッジメント・ダークスティール・ラヴニカ：ギルドの都・モーニングタイド・ワールドウェイク・ミラディン包囲戦・戦乱のゼンディカーブロック・破滅の刻にて同様のカードが登場している。
生け贄ランド
フォールンエンパイアで初登場。生け贄に捧げる（場にあるこのカードを捨てる）ことで、複数のマナを得ることができる。基本セットにも再録された。インベイションで同様のカードが収録されている。
貯蔵ランド
フォールンエンパイアで初登場。使用しなかったターンにカウンターをためることで、必要な時にまとめて使用することができる。基本セットに再録された他、メルカディアン・マスクス・コールドスナップの各セットで改良版が登場している。
ペインランド
アイスエイジで初めて登場した「アダーカー荒原」「硫黄泉」「カープルーザンの森」「地底の大河」「低林緑地」の5枚の総称。無色マナと2種類の色のマナを出すことができるが、色マナを出すたびにダメージを受ける。基本セットには第5版から再録されている。テンペスト・アポカリプスでも同様のコンセプトのカードが登場しており、これらもペインランドと呼ばれる。ダメージランド（ダメラン）と呼ばれることもある。
遅延ランド
アイスエイジで初登場。2種類のマナを出すことができるが、マナを出した次のターンにはマナを出すことが出来ない。テンペスト・神河物語でも同様のカードが登場する。
フェッチランド
ミラージュで初登場。生け贄に捧げることで、2種類のいずれかの基本土地を場に出すことができる。参照先が「基本森」+「基本平地」などではなく、「森」+「平地」と指定されているため、1枚のフェッチランドで、10枚中7枚のデュアルランド・ショックランドを引き込む事が可能。アラーラの断片で全景という3色を引き込めるフェッチランドが登場しているが、こちらは参照先が「基本森」+「基本平地」+「基本島」と指定されているため、特殊地形を引き込む事は不可能となっている。
バウンスランド
ビジョンズで初登場。場に出たときに他の土地を手札に戻さないといけないが、単独で複数のマナを発生させることができる。ビジョンズの物は「(◇)(色A)」の5枚サイクルだが、ラヴニカブロック版は「(色A)(色B)」の10枚サイクルとなっている。
M10ランド
基本セット2010にて初登場、自分が2色のうち片方の基本土地をコントロールしていればアンタップイン、コントロールしていなければタップインとなる2色地形。その後基本セット2011〜2013およびイニストラードで収録されている(イニストラード版のみ色の組み合わせが異なる)。
イクサラン以降は「チェックランド」と呼ぶのが一般的だが、公式サイトでは「バディランド」と呼ばれている。
サイクリングランド
ウルザズ・サーガで初登場。タップ状態で場に出る。手札から指定された分のコストを支払うと共にこのカードを捨てることで、1枚カードを引くことができる。オンスロート・アモンケットブロックにて同様のカードが登場しており、この内アモンケットのものは2種類のマナを出すことができる。
イコリア：巨獣の棲処では3色を出せるサイクリングランド「トライオーム」が登場しているが、1色増えた代わりにサイクリングコストが(3)と1マナ増えている。
ファストランド
ミラディンの傷跡で初登場。自分がコントロールしている土地の数が3つ以上ならタップイン、そうでないならアンタップインとなる2色地形。カラデシュにて同様のカードが登場している。
初出がミラディンの傷跡なので「ミラ傷ランド」とも呼ばれているが、カラデシュでの再登場時に公式サイトで「ファストランド」表記だったことから、この名称が定着した。
アーティファクト・土地
アーティファクトである土地。ミラディンで登場した「古えの居住地」「教議会の座席」「囁きの大聖堂」「大焼炉」「伝承の樹」とダークスティールで登場した「ダークスティールの要塞」が該当する。シリーズ内に多く存在する、アーティファクトの数を参照する親和カードとの組合せが強力すぎたため、使用が制限された。
親和(アーティファクト)と噛み合わなければそこまで問題はなかったため、モダンホライゾン2にて「タップイン、2色地形、破壊不能」を持つ「橋サイクル」が登場した。

## 土地に関するルール
土地は1ターンに1枚しかプレイできないこれによって、序盤は大量のマナを必要とする強力な呪文が使いにくくなっている。ただし他のカードの効果によって複数土地を出すことは可能。
土地のプレイは優先権を発生しないつまりスタックに乗らないので土地のプレイを妨害することはできず、プレイに対応して何かをすることはできない。マナを出すためにタップすること（マナ能力）もスタックに乗らないのでそれを妨害することはできない。ただしドロー・フェイズの前にパーマネントの効果によって相手の土地をあらかじめタップしておくという手段で相手の土地を封じることは可能。もちろんこの場合その効果はスタックに乗るのでそれに対応してタップしてマナを生み出す事は出来る。ただし、ドローフェイズ終了までにマナを使い切らないとマナが無くなってしまうので注意する必要がある。

## 有名な土地
今までに発行された土地には以下のようなものがある。
Library of Alexandriaアラビアンナイトで登場した。条件さえ満たしていれば何度でもカードを引くことができるカードであり、その強力さから「パワー・ナインの10番目」と言われることもある。
真鍮の都アラビアンナイトで初めて登場した、ダメージを受ける代わりに任意の色のマナを発生させることができるカード。基本セットにも第5版から第8版まで収録されている。
ミシュラの工廠アンティキティで初めて登場した、一時的にクリーチャー化するカード。4版にも再録された。このカードにちなんで、似たような効果をもつ土地をミシュラランドと呼ぶことがある。
露天鉱床アンティキティで初めて登場した。このカードを生贄（場のカードを捨て札にすること）にすることにより他の土地を破壊できるカード。基本セット第4版にも再録されていたが、強力なカードとされ使用制限を受ける。テンペストには、このカードを弱体化（基本土地を破壊できなくした）させた「不毛の大地」が登場している。ワールドウェイクでは、「不毛の大地」を更に弱体化させ起動条件を限定した「地盤の際」が登場している。
Adventurers' Guildhouse 他レジェンドで登場したカード。「特定の色を持つ伝説のクリーチャーはバンド能力を持つ」という効果だが、あまりに限定的なため、使えないカードとされている。
Kjeldoran Outpostアライアンスに登場したカード。手札を使用せずにクリーチャーを発生させることができるため頻繁に使用された。「カウンターポスト」のようにこのカードを主軸としたデッキも存在する。
知られざる楽園ビジョンズに登場したカード。5色すべてのマナを発生させることができるが、手札に戻ってしまう。同セットの中では一二を争う人気カードだった。
宝石鉱山ウェザーライトに登場したカード。3回限定で5色すべてのマナを発生させることができる。知られざる楽園・真鍮の都と共に、当時の多色化を支えた。
トレイリアのアカデミーウルザズ・サーガに登場したカード。場にあるアーティファクトの数と同じ量のマナを発生する。序盤(1ターン目の場合もあり)から大量のマナを発生させて決着をつけることができたため、使用が禁止された。現在でも使用は制限されている。
リシャーダの港メルカディアン・マスクスに登場したカード。相手の土地を1枚タップして封じることができる。

## 土地に関連するカード・能力

### 土地に関連する呪文
土地に関連する呪文として、以下のようなものが存在する。
複数の土地を出す
通常だと1ターンに1枚しか出せない土地を、複数枚出すことができるようになるカード。何度も使えるカードの場合、使用にデメリットがある場合もある。例えば「Fastbond」というカードは、2枚目以降の土地を場に出すとダメージを受ける。
土地を破壊する
文字通り、土地を破壊するカード。亜種として、手札などに戻すものもある。対象となった土地のみを破壊するものと、条件に当てはまるものを全て破壊するものがある。
- 対象のみを破壊するカードは、相手の土地を破壊してアドバンテージをとるために使用される。「土地破壊/ポンザ」と呼ばれるデッキでは、この系統のカードを大量に使用して相手の行動を阻害する。「石の雨」はこの系統の代表的なカードであり、基本セットを含むさまざまなセットに収録されている。
- 特定の土地を全て破壊するカードも、相手がより多くの土地を失うようなタイミングで使用してアドバンテージをとることができる。また特定のタイプを破壊するカードは、相手のデッキの傾向が分かった2戦目以降でデッキに入れられる。
- すべての土地を破壊するカードは、有利な状況を固定する場合に利用されることが多い。特に強力なカードに「ハルマゲドン」があり、「○○ゲドン」と呼ばれるデッキは、大型のクリーチャー（出すカードの名前が○○の部分に入る）を出したあと、すべての土地を破壊してそのクリーチャーを除去できないようにするデッキである。

### 土地に関する能力
土地に関連する能力として、以下の単語が定義されている
渡り
攻撃対象のプレイヤーが該当する土地を出していた場合、ブロックされなくなる能力。
上陸
土地が戦場に出たときに発動する能力。
他に以下の能力が存在していたが現在は使用されていない
生息条件
特定の土地がないと場に存在できず、相手が特定の土地を持っていないと攻撃ができない能力。能力自体は初期のセットから存在するが、用語として定義されていたのはミラージュから第6版までである。